# Galceran Albert
Galceran Albert (s. XIV - Elna, 23 de gener del 1453) fou bisbe de Mallorca i Elna.
Era descendent d'un família il·lustre. Professà al monestir benedictí de Ripoll i fou conseller reial i prior de Santa Maria de Meià (1423-1426).
A petició d'Alfons el Magnànim, el cardenal de Foix, legat papal, el nomenà bisbe d'Elna al 12 d'octubre del 1426, per bé que l'oposició papal feu que no prengués possessió en aquell moment, i la seu rossellonesa continués sota la responsabilitat de l'administrador apostòlic Joan de Casanova. El 1429, el legat Pere de Foix el feu altre cop bisbe de Mallorca, però el papa Martí V ja havia nomenat Gil Sanxis Munyós per a la seu illenca, en compensació per haver renunciat al títol papal cismàtic de Climent VIII. Galceran Albert no acceptà l'anul·lació papal del seu nomenament i retingué la seu mallorquina fins que, a instàncies reials, el Sant Pare li atorgà definitivament (8 d'agost del 1431) la seu d'Elna. El seu pas per aquesta diòcesi se significà, especialment, per la construcció d'una gran part de la cocatedral de Sant Joan Baptista de Perpinyà, reconduint i abaratint el projecte anterior de l'arquitecte Guillem Sagrera.